# Björkö socken
Björkö socken i Småland ingick i Östra härad (före 1885 även en del i Södra Vedbo härad), ingår sedan 1971 i Vetlanda kommun i Jönköpings län och motsvarar från 2016 Björkö distrikt.
Socknens areal är 99,01 kvadratkilometer, varav land 85,91. År 2000 fanns här 684 invånare. Tätorten Björköby med sockenkyrkan Björkö kyrka ligger i socknen. 

## Administrativ historik
Björkö socken har medeltida ursprung.
Före 1885 hörde Björkö skate till Södra Vedbo härad omfattande 5 1/2 mantal: Boasjögle, Drömshult, Hesterskog, Katteryd, Mörteryd, Nömme, Torp och Vik.
Vid kommunreformen 1862 övergick socknens ansvar för de kyrkliga frågorna till Björkö församling och för de borgerliga frågorna till Björkö landskommun. Landskommunen utökades 1952 och uppgick 1971 i Vetlanda kommun.
1 januari 2016 inrättades distriktet Björkö, med samma omfattning som församlingen hade 1999/2000.  
Socknen har tillhört samma fögderier och domsagor som Östra härad. De indelta soldaterna tillhörde Kalmar regemente, Vedbo härad kompani, Smålands grenadjärkår, Östra härads kompani och Smålands husarregemente, Livskvadronen, Liv- och Hvetlanda kompanierna.

## Geografi
Björkö socken ligger strax intill sjön Nömmen mellan Vetlanda, Nässjö, Eksjö och Sävsjö. Socknen består av flack odlings och skogsbygd med vida mossmarker.

## Fornlämningar
Några gravar från bronsåldern och två järnåldersgravfält, med domarringar finns här. Två runristningar är kända härifrån.

## Namnet
Namnet (1300-talets början Byuräche) taget från kyrkbyn, har föreslagit innehålla förleden biur, bäver och efterleden eke, ekdunge. Alterntivt kan förleden komma från biur, 'kilformigt landsstycke'.

### Fotnoter
1. 1 2  Svensk Uppslagsbok andra upplagan 1947–1955: Björkö socken
2. 1 2  Harlén, Hans; Harlén Eivy (2003). Sverige från A till Ö: geografisk-historisk uppslagsbok. Stockholm: Kommentus. Libris 9337075. ISBN 91-7345-139-8
3. ↑  Administrativ historik för Björkö socken (Klicka på församlingsposten). Källa: Nationella arkivdatabasen, Riksarkivet.
4. ↑  Indelta soldater, torp och rotar i Jönköpings län Arkiverad 24 januari 2012 hämtat från the Wayback Machine. Jönköpingsbygdens Genealogiska Förening
5. 1 2  Sjögren, Otto (1931). Sverige geografisk beskrivning del 2 Östergötlands, Jönköpings, Kronobergs, Kalmar och Gotlands län. Stockholm: Wahlström & Widstrand. Libris 9939
6. 1 2  Nationalencyklopedin
7. ↑  Fornlämningar, Statens historiska museum: Björkö socken
8. ↑  Fornminnesregistret, Riksantikvarieämbetet: Björkö socken Fornminnen i socknen erhålls på kartan genom att skriva in sockennamn (utan "socken") i "Ange geografiskt område"
9. ↑  Mats Wahlberg, red (2003). Svenskt ortnamnslexikon. Uppsala: Institutet för språk och folkminnen. Libris 8998039. ISBN 91-7229-020-X. https://isof.diva-portal.org/smash/get/diva2:1175717/FULLTEXT02.pdf